# 노기영

네이버 인물사전
노기영(1963년 ~ )은 한림대학교 교수다. 고려대학교 신문방송학과를 졸업한 후 미국 텍사스대학교에서 방송영상학으로 석사학위를 받았고, 미시간주립대학교에서 언론정보학으로 박사학위를 받았다. 한국사회과학협의회 행정집행위원장, 한국언론학회 총무이사, 한국방송학회 편집이사를 지냈다. 현재 한림대학교 언론정보학부 교수이며 디지털게임 융합전공 주임교수와 헬스커뮤니케이션 연구소장을 맡고 있다. 뉴미디어가 우리 사회의 건강 및 정보격차를 완화시키는 데 어떻게 기여할 수 있는지에 관한 장기 연구프로젝트를 수행하고 있다.

## 학력
- 미시간주립대학교 대학원 언론정보학 박사수상

## 수상
- 2008년 한국방송학회 학술상

## 경력
- 한국언론학회 미디어경제경영분과 회장
- 강원언론학회 회장
- 한림대학교 디지털게임융복합전공 주임교수
- 방송통신위원회 업무평가위원회 위원
- 한국방송학회 편집이사
- 방송위원회 법제정비자문단 자문위원
- 한국사회과학협의회 행정집행위원장
- 한림대학교 언론정보학부 학부장
- 한림대학교 디지털미디어특성화사업단 단장
- 한국언론학회 총무이사
- 한국통신 연구개발단 전임연구원

## 저서
- 2007년 <방송산업과 경쟁>
- 2011년 <헬스케어 콘텐츠 제작의 이해>,<스마트 미디어 시대의 방송통신 정책>
- 2012년 <소셜미디어와 협력사회>